# Micrasema minutum
Micrasema minutum is een schietmot uit de familie Brachycentridae. De soort komt voor in het Palearctisch gebied.